# Cruz Blanca, Tonayán
Cruz Blanca är en ort i Mexiko.   Den ligger i kommunen Tonayán och delstaten Veracruz, i den sydöstra delen av landet, 230 km öster om huvudstaden Mexico City. Cruz Blanca ligger 1 869 meter över havet och antalet invånare är 159.
Terrängen runt Cruz Blanca är kuperad åt sydväst, men åt nordost är den bergig. Runt Cruz Blanca är det tätbefolkat, med 511 invånare per kvadratkilometer. Närmaste större samhälle är Xalapa, 19,0 km söder om Cruz Blanca. Omgivningarna runt Cruz Blanca är en mosaik av jordbruksmark och naturlig växtlighet.